# Mihăilești
Mihăilești ist eine Kleinstadt im Kreis Giurgiu in der Großen Walachei in Rumänien.

## Lage
Mihăilești liegt in der Walachischen Tiefebene am rechten Ufer des Flusses Argeș am Drum național 6. Die Kreishauptstadt Giurgiu befindet sich etwa 50 km südlich, die Landeshauptstadt Bukarest 20 km nordöstlich.

## Geschichte
Archäologische Funde bestätigen eine Besiedlung des Gebietes seit der Bronzezeit. Im Ortsteil Popești wurden Reste einer getisch-dakischen Festung entdeckt, die teilweise mit dem möglichen dakischen Hauptort Argedava identifiziert wird.
Das lange dörflich geprägte Mihăilești entwickelte sich im Zuge der Ausdehnung von Bukarest zu einem Vorort der rumänischen Hauptstadt. In den 1980er Jahren wurde in unmittelbarer Nähe des Ortes der Argeș aufgestaut. Dieser Stausee ist bis heute (2009) das einzige vollendete Projekt des von Nicolae Ceaușescu geplanten Bukarest-Donau-Kanals. 1987 wurde Mihăilești zur Stadt erklärt. Nach der Revolution von 1989 entstanden Einkaufszentren und sonstige Dienstleistungsbetriebe, was zu einer raschen Zunahme des Wohlstands, aber auch zu gestiegenen Immobilienpreisen führte. Im Mai 2008 wurde Mihăilești als „Stadt ohne Arbeitslose“ beschrieben.

## Bevölkerung
Bei der Volkszählung 2002 wurden in der Stadt 7490 Einwohner registriert, darunter 7241 Rumänen und 241 Roma. Etwa 4500 lebten in Mihăilești selbst, die übrigen in den drei Katastralgemeinden.

## Verkehr
Mihăilești besitzt keinen Bahnanschluss. Mehrmals täglich bestehen Busverbindungen nach Bukarest.

## Sehenswürdigkeiten
- Stausee (10,13 km²)
- Kirche Sf. Voievozi (1714)
- Kirche Adormirea Maicii Domnului (18. Jahrhundert) im Ortsteil Novaci
- Kirche Sf. Treime (1689) im Ortsteil Popești